# Orchestia cavimana
Orchestia cavimana är en kräftdjursart som beskrevs av Heller 1865. Orchestia cavimana ingår i släktet Orchestia och familjen tångloppor. Arten har ej påträffats i Sverige. Inga underarter finns listade i Catalogue of Life.